# ليام كونولي
ليام كونولي (بالإنجليزية: Liam Connolly)‏ هو لاعب قذف أيرلندي، ولد في 1936 في فيتهارد ‏ في جمهورية أيرلندا، وتوفي في 2007.